# Reincarnation (chanson)
Pour les articles homonymes, voir Réincarnation (homonymie).
Singles de Ami Suzuki
Can't Stop the Disco
(2008) Kiss Kiss Kiss
(2009)
Reincarnation est le 11e single de Ami Suzuki sorti sous le label Avex Trax, en 2009, et son 31e single au total en comptant les douze sortis chez Sony Music, deux auto-produits, un spécial, et cinq collaborations (Ami Suzuki joins…).

## Présentation
Le single sort le 25 février 2009 au Japon sous le label Avex Trax, produit par Taku Takahashi du groupe M-Flo. Il atteint la 42e place du classement de l'Oricon. Il se vend à 3 193 exemplaires la première semaine, et reste classé pendant 2 semaines, pour un total de 3 721 exemplaires vendus durant cette période ; c'est l'une des plus faibles ventes d'un disque de la chanteuse. Le single sort également au format "CD+DVD" avec une pochette différente et incluant un DVD avec le clip vidéo de la chanson-titre.
Celle-ci est coécrite par Taku Takahashi et Emi Hinouchi ; inédite en album, elle figurera finalement trois ans plus tard sur la compilation Ami Selection qui sortira fin 2011. La chanson en "face B", Dub-I-Dub, est une reprise du duo danois Me & My (en). Le single contient aussi une deuxième version de la chanson-titre, en plus de sa version instrumentale.

## Liste des titres
| 1. | Reincarnation (Original)         | Emi Hinouchi                 | Emi Hinouchi & Taku Takahashi    | 5:38 |
| 2. | Dub-I-Dub                        | Susanne, P.Georgi, D.Nielsen | Susanne, Georgi, Nielsen / 83key | 4:10 |
| 3. | Reincarnation (Extended Version) | Emi Hinouchi                 | Emi Hinouchi & Taku Takahashi    | 7:12 |
| 4. | Reincarnation (Instrumental)     | (Instrumental)               | Emi Hinouchi & Taku Takahashi    | 5:35 |

| 1. | Reincarnation |  |